# 트로이카 게임스
트로이카 게임스(Troika Games)는 폴아웃 시리즈의 주요 제작자들이 설립한 비디오 게임 전문 제작사이다. 1998년과 2005년까지 롤플레잉 게임의 제작에 주력했었다. Arcanum: Of Steamworks and Magick Obscura와 Vampire: The Masquerade – Bloodlines의 제작사로 잘 알려져 있다.

## 개발한 게임들

### 개발
- Arcanum: Of Steamworks and Magick Obscura (2001)
- The Temple of Elemental Evil (2003)
- Vampire: The Masquerade – Bloodlines (2004)

### 개발 취소
- 포스트 아포칼립스를 배경으로 한 RPG

## 같이 보기
- 블랙 아일 스튜디오
- 옵시디언 엔터테인먼트
- 바이오웨어